# Jesús Urrea
Jesús Urrea Fernández (ur. 21 grudnia 1946 w Valladolid) – hiszpański historyk sztuki, profesor Historii Sztuki na Uniwersytecie w Valladolid i od stycznia 2011 roku prezydent Królewskiej Akademii Sztuk Pięknych Purísima Concepción.

## Publikacje
- La pintura italiana del siglo XVIII en España, Universidad de Valladolid, 1977.
- La Catedral de Valladolid y Museo Diocesano, Ed. Everest, 1978.
- Carlos III en Italia, 1731-1759: itinerario italiano de un monarca español, Ministerio de Cultura, Prado, 1989.
- Carlos III: soberano y cazador, El Viso, Madryt, 1989.
- La pittura madrilena del secolo XVII, Roma, Carte Segrete, 1991.
- Los Leoni (1509-1608): escultores del renacimiento italiano al servicio de la corte de España, katalog wystawy, Madryt, Prado, 1994.
- Pintores del reinado de Carlos II, katalog wystawy, Vigo, Centro Cultural Caixavigo, 1996.
- Arquitectura y nobleza: casas y palacios de Valladolid, IV Centenario Ciudad de Valladolid, 1996.
- Pintores del reinado de Felipe III, katalog wystawy, Madryt, Prado, 1994.
- Pintores del reinado de Felipe IV, katalog wystawy, Madryt, Prado, 1994.
- Gregorio Fernández. 1576-1636, katalog wystawy, Fundación Santander Central Hispano, Madrid, 1999.
- La Catedral de Burgos, Ed. Everest, 2000.
- Pinturas del Museo Nacional de Escultura, El Viso, Madryt, 2001.
- Relaciones artísticas hispanorromanas en el siglo XVIII, Fundación de Apoyo a la Historia del Arte Hispánico, Madryt, 2006.